# Tolvajok (film, 2012)
A Tolvajok, angol címén The Thieves (hangul: 도둑들, Toduktul, RR: Dodukdeul) 2012-ben bemutatott dél-koreai akciófilm, melyet Cshö Donghun (최동훈, Choi Dong-hun) rendezett. A főszerepben neves koreai és hongkongi színészek láthatóak, Szöulban, Puszan (Busan)ban, Hongkongban és Makaón forgatták.
A film egy makaói kaszinóban elrejtett 20 millió dollár értékű gyémánt elrablásáról szól.
A film Dél-Koreában igen sikeres volt, 12,9 millió eladott jeggyel minden idők második legnézettebb koreai filmje lett.
Magyarországon a 8. koreai filmfesztivál keretében az Uránia Nemzeti Filmszínház vetítette 2015. novemberében.

## Cselekmény
|  | Alább a cselekmény részletei következnek! |

Macao Park profi tolvaj, akinek épp egy nagyon drága gyémántra fáj a foga, melyet a hongkongi maffiózó Vej Hung (Wei Hong) kaszinójában őriznek Makaón. Park terve, hogy visszavásároltatja az ékszert a maffiózóval. A rabláshoz Park összegyűjt egy meglehetősen zilált csapatot. Egykori társát, Popie-t, akivel négy évvel korábban összetűzésbe került, a gyönyörű Yenicallt, aki az átverés és a kötélmászós munkák mestere, Zampanót, Popie egyik munkását, aki a huzalok kezelésében kiváló, Chewing Gumot, az idősödő csalót, valamint Hongkongból az ékszertolvajlásra specializálódott Chent és két csatlósát Andrewt és Jonnyt, akikhez csatlakozik a szép Julie, aki széftörésre szakosodott. Popie magával hozza a börtönből épp kiengedett széftörő Pepsee-t is, ennek azonban Park nem örül, mivel a nő a barátnője volt évekkel korábban, és rosszul sült el a kapcsolatuk. Ráadásul Popie nyomában járnak a rendőrök egy friss galériarablás miatt, amit Yenicallal és Zampanóval vittek véghez.
A csapat megérkezik Makaóra, hogy kirabolja a kínai gengsztert, azonban semmi sem úgy sül el, ahogy tervezték, közben pedig a csapatot belső viszályok és félreértések szabdalják fel klikkekre. Ráadásul Parknak talán nem is a gyémánt az igazi célpontja.
|  | Itt a vége a cselekmény részletezésének! |

## Szereplők
- Kim Junszok (김윤석, Kim Yoon-seok): Macao Park
- I Dzsongdzse (이정재, Lee Jung-jae): Popie
- Kim Hjeszu (김혜수, Kim Hye-soo): Pepsee
- Cson Dzsihjon (전지현, Jun Ji-hyun): Yenicall
- Kim Szuhjon (김수현, Kim Soo-hyun): Zampano
- Kim Heszuk (김해숙, Kim Hae-suk): Chewing Gum
- O Dalszu (오달수, Oh Dal-soo): Andrew
- Simon Yam: Chen
- Angelica Lee: Julie
- Derek Tsang: Jonny

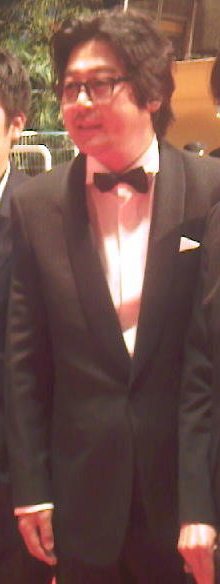
Kim Junszok (Kim Yoon-seok)
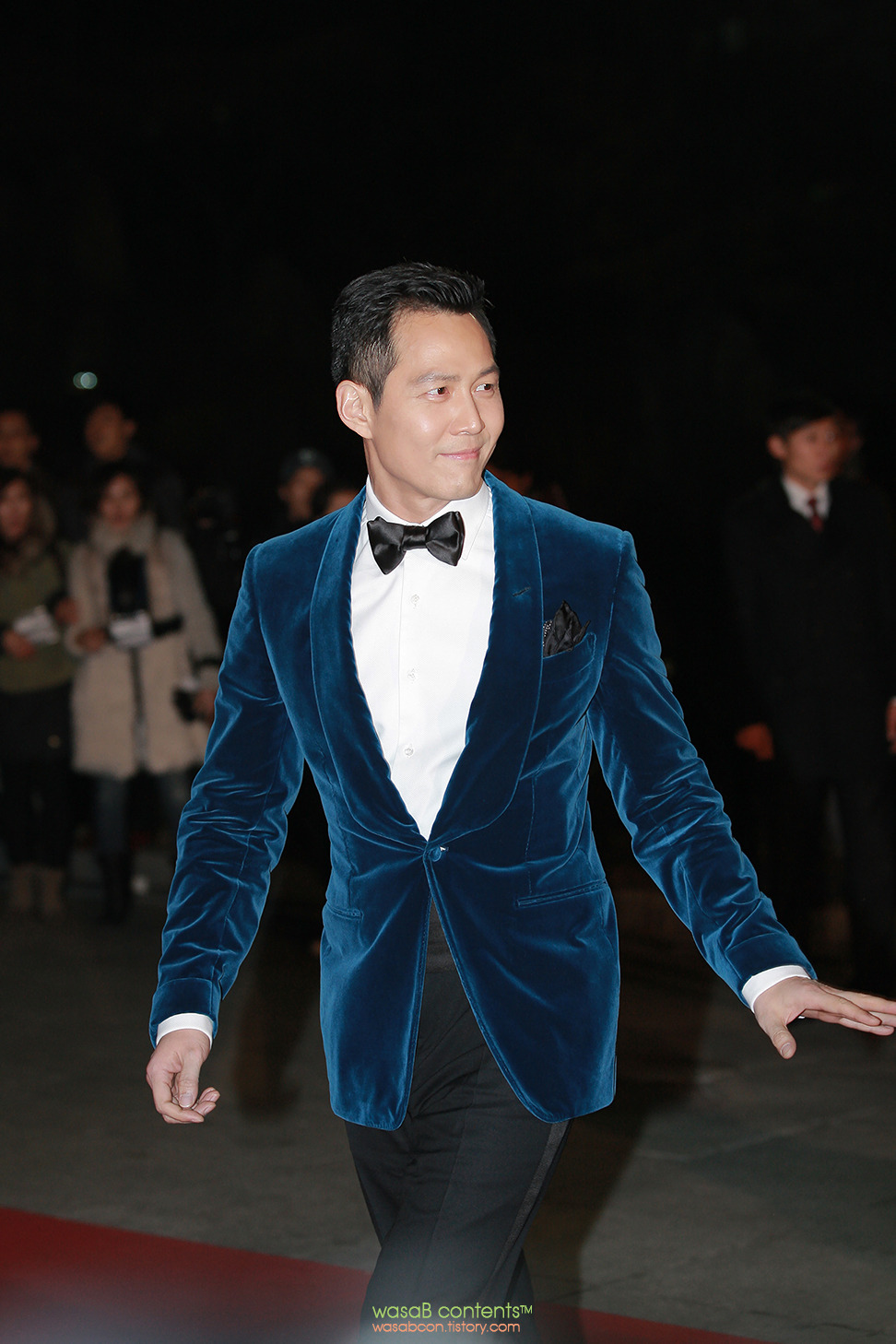
I Dzsongdzse (Lee Jung-jae)
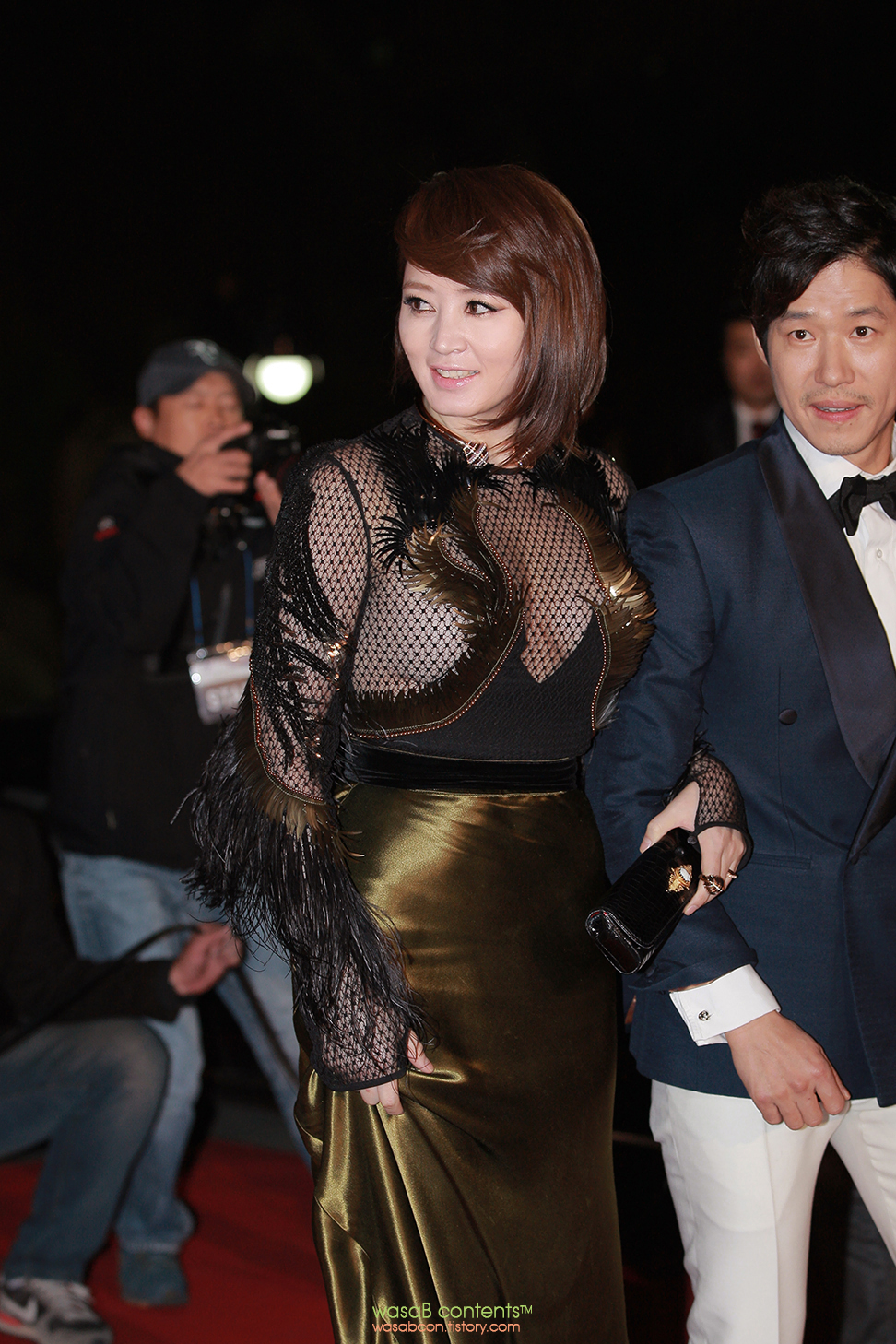
Kim Hjeszu (Kim Hye-soo)
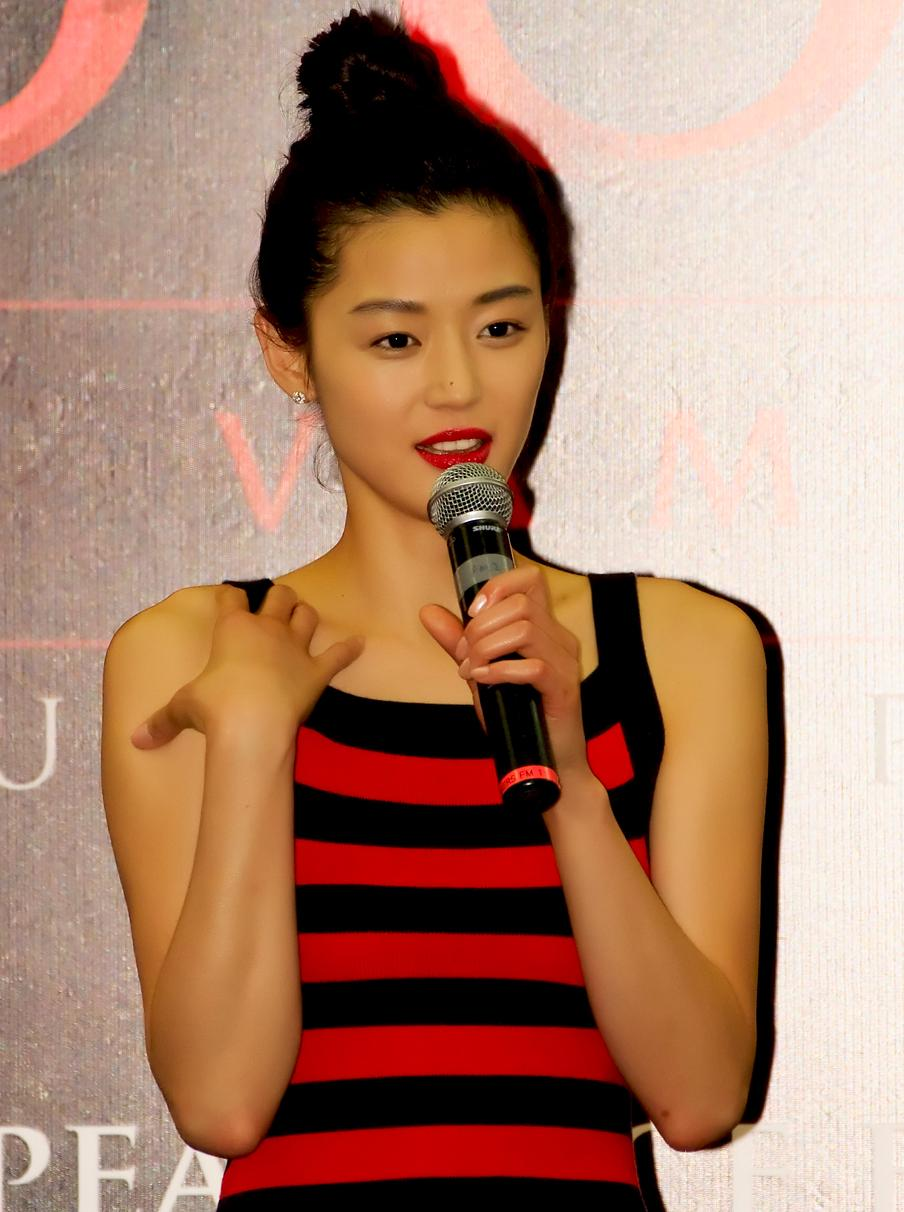
Cson Dzsihjon (Jun Ji-hyun)
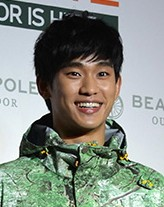
Kim Szuhjon (Kim Soo-hyun)
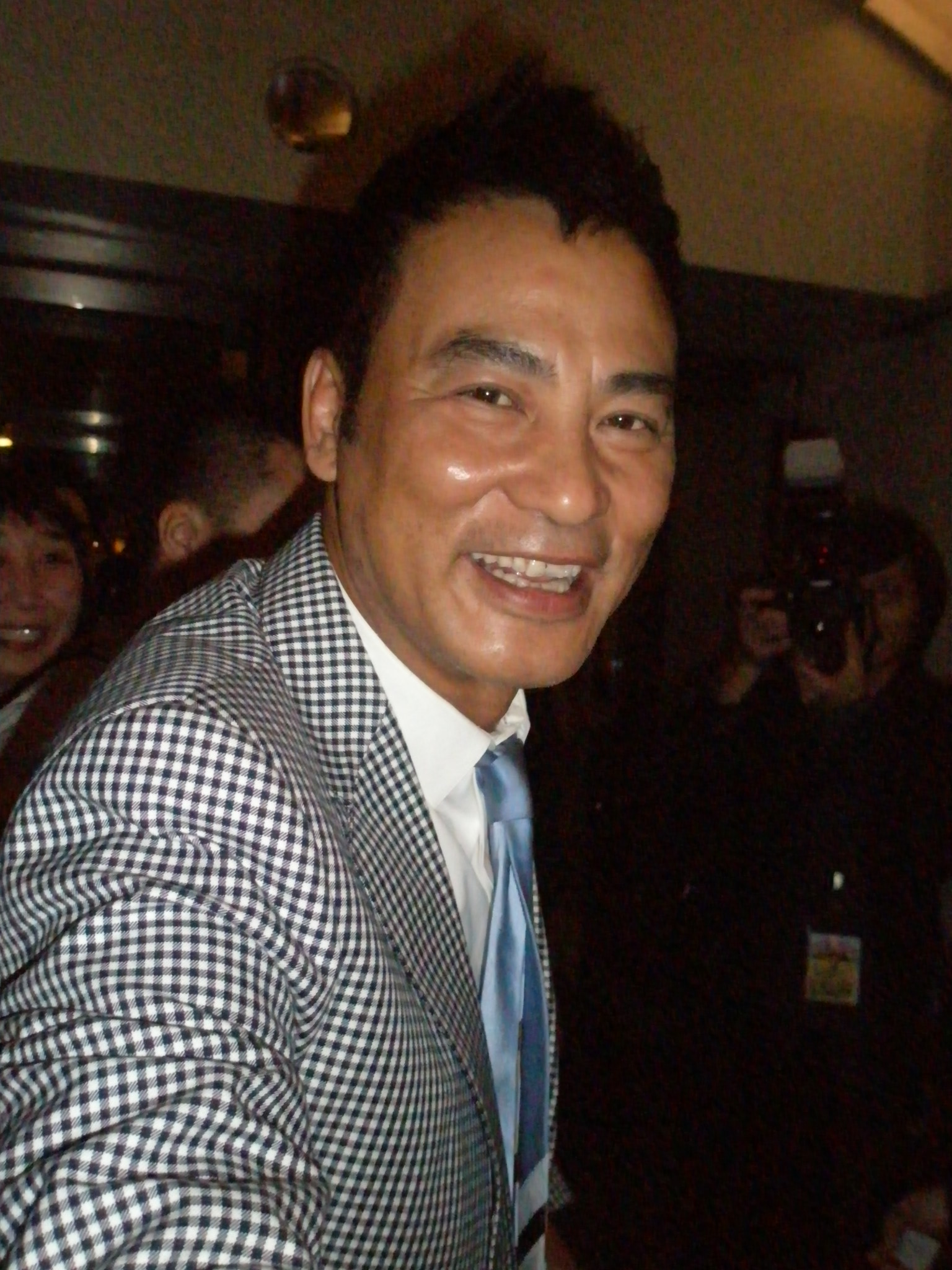
Simon Yam